# Макаренко Андрій Гаврилович

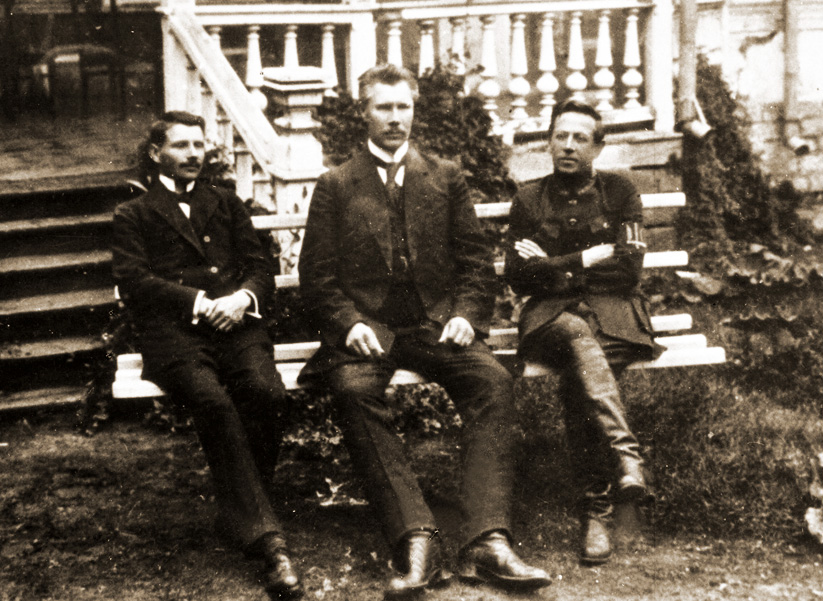
Андрій Макаренко (ліворуч), Федір Швець та Симон Петлюра в Кам'янці-Подільському. 1919 рік

Андрі́й Гаври́лович Мака́ренко (17 липня 1885, м. Гадяч, нині Полтавської області — 28 вересня 1963, Г'юстон, штат Техас, США) — член Директорії УНР. Молодший брат Олександра Макаренка.

## Життєпис
Батьки Олександра та Андрія Макаренків - колишні кріпаки родини Драгоманових.
За протекцією Петра Косача потрапив на роботу в Київське губернське у селянських справах присутствіє. Згодом перейшов до управління Південно-Західних залізниць.
З початку революції 1917 р. організатор українських залізничників і голова їхньої спілки. Улітку 1917 року обраний гласний Київської міської думи.
Під час оборони Києва від більшовиків у січні 1918 року - шеф першого полку залізничників.
У період Української Держави — директор департаменту в міністерстві залізниць. Співорганізатор повстання проти гетьмана і член Директорії УНР. З 1920-х років в еміграції.

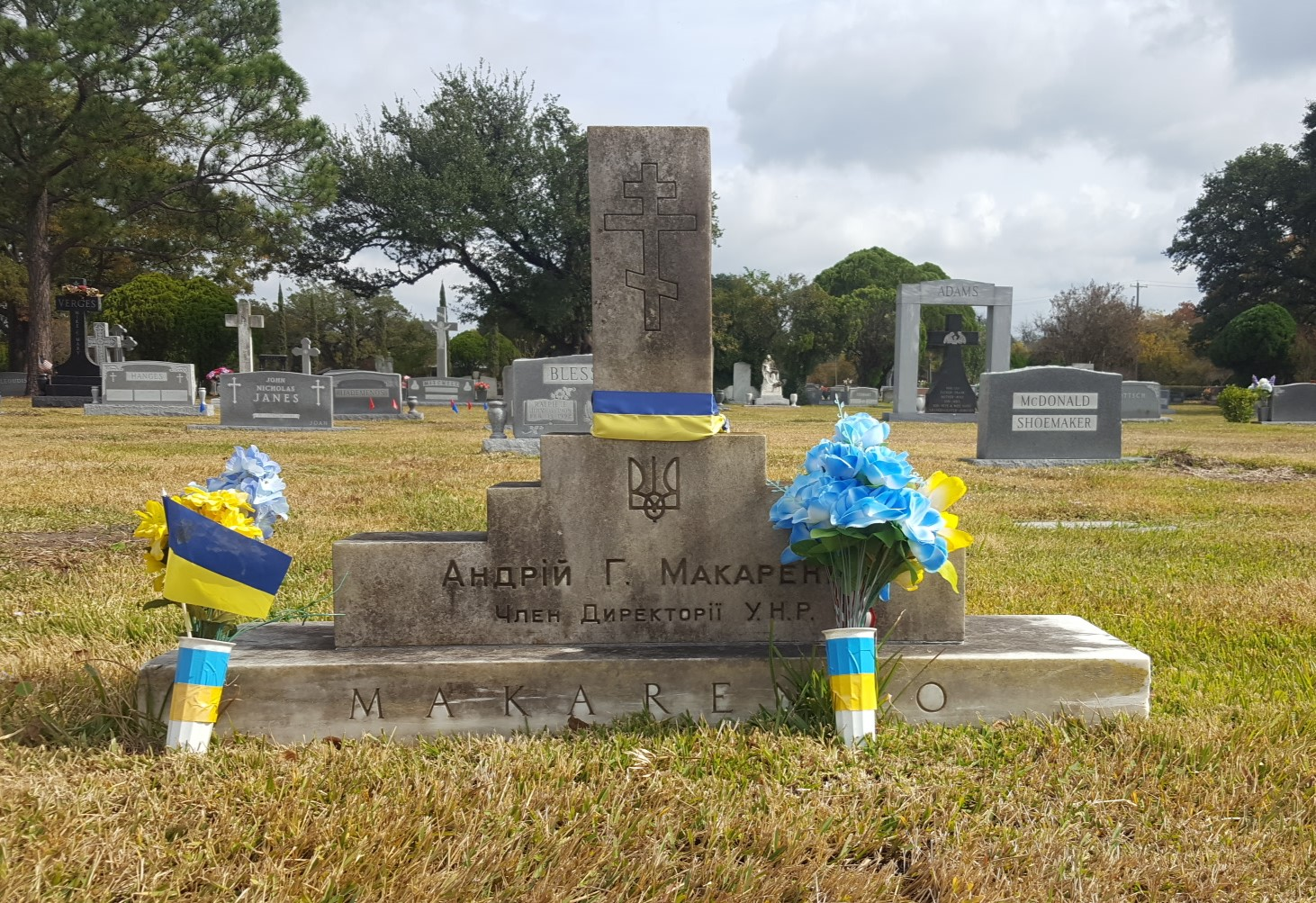
Пам'ятник Андрію Макаренку на кладовищі Форест Парк в Г'юстоні.

З січня 1921 входив до складу Всеукраїнської Національної Ради (утворена 4 січня 1921). У 1920-30-х рр. перебував у Чехословаччині і Австрії. Захистив докторську дисертацію у Вищому Українському Педагогічному Інституті. В 1928-29 Макаренко разом з О. Андрієвським і Ф. Швецем створили Українську Національну Раду за кордоном (УНРЗ), яка мала стати центральним представницьким органом наддніпрянських українців у еміграції. В післявоєнний час жив у Німеччині, допомагав українським біженцям уникнути депортації в СРСР. З 1951 оселився в США. Помер у Г'юстоні (штат Техас, США). Могила знаходиться на кладовищі Форест Парк (Forest Park Cemetery). 

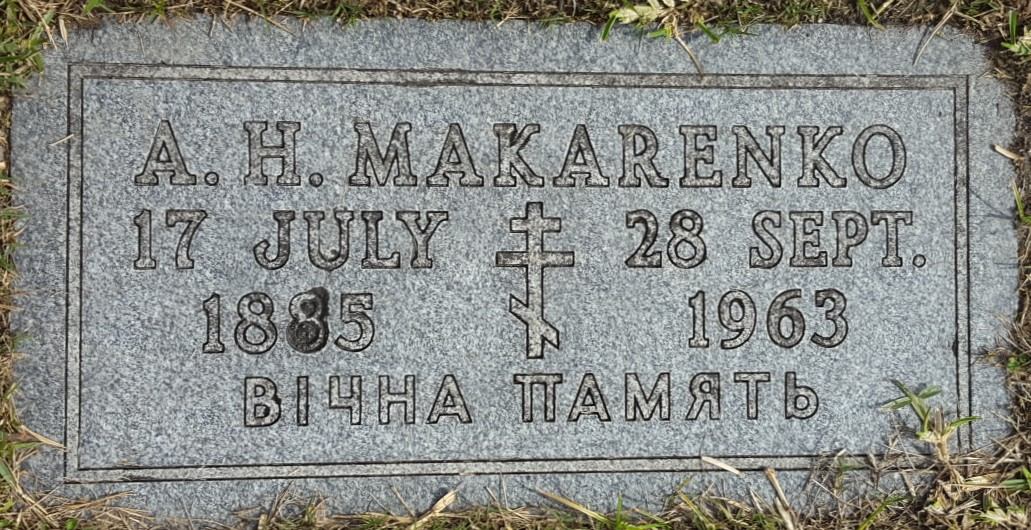
Надгробна плита на могилі Андрія Макаренка.

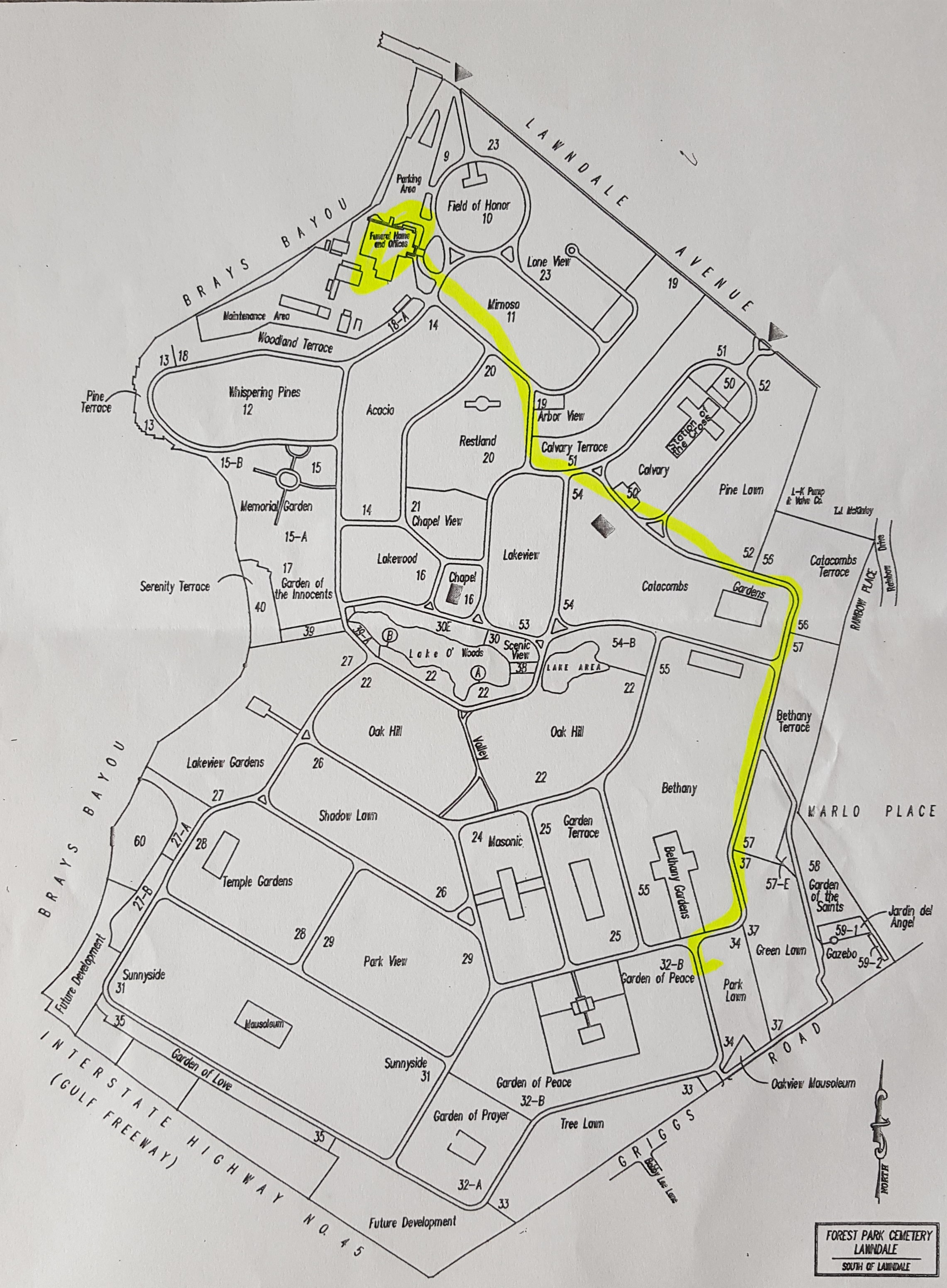
Розташування могили Андрія Макаренка на кладовищі Форест Парк.